# Roios
Roios es una freguesia portuguesa del municipio de Vila Flor, con 15,61 km² de superficie y 176 habitantes (2001). Su densidad de población es de 11,3 hab/km².